# Верден (Мез)
Верде́н (фр. Verdun) — муніципалітет у Франції, у регіоні Гранд-Ест, департамент Мез. Населення — 16 689 осіб (01.01.2021).
Муніципалітет розташований на відстані близько 230 км на схід від Парижа, 60 км на захід від Меца, 50 км на північ від Бар-ле-Дюка.

## Історія
До приходу римлян на місці Вердена було галльське укріплення. 843 року Верден став місцем укладення Верденського договору, що позначив розділ франкської імперії Карла Великого і дав початок Франції, Німеччині та Італії.
У Середньовіччі Верден належав католицькій церкві. У XI столітті почалося зведення Верденського собору (після Першої світової війни відтворено з руїн). Поряд із Мецем і Тулем Верден об'єднував три єпископії, які впродовж століть розділяли долі одна одної. Наприкінці Італійських воєн, 1552 року, єпископії були окуповані французами. Їхню приналежність французькій короні було підтверджено Вестфальським миром. У 1670—1678 роки Вобан перетворив Верден на неприступну фортецю.
Під час війни першої коаліції Верден був обложений і взятий прусськими військами. У 1870—1873 роках він знову був під прусською окупацією. За підсумками франко-прусської війни кордон було проведено за 50 км на схід від Вердена. На інтенсивне зміцнення німцями Меца французи відповіли перетворенням на фортецю Вердена. Спочатку було побудовано 10 фортів на найближчих до Вердена висотах. З 1880 по 1914 рік по периметру 45 км був побудований другий пояс із 43 фортів.
Біля міста відбулася вирішальна у Першій світовій війні Верденська битва, в результаті місто було майже повністю зруйноване.
До 2015 року муніципалітет перебував у складі регіону Лотарингія. Від 1 січня 2016 року належить до нового об'єднаного регіону Гранд-Ест.

## Демографія
Динаміка населення (base Cassini de l'EHESS pour les nombres retenus jusque 1962, base Insee à partir de 1968 (population sans doubles comptes puis population municipale à partir de 2006) ·  ):
Розподіл населення за віком та статтю (2006):
| Стать | Всього | До 15 років | 15-24 | 25-44 | 45-64 | 65-85 | Понад 85 |
| --- | ------ | ----------- | ----- | ----- | ----- | ----- | -------- |
| Чоловіки | 8946   | 1755        | 1430  | 2367  | 2144  | 1142  | 108      |
| Жінки | 10 425 | 1600        | 1538  | 2600  | 2428  | 1869  | 390      |
| \| Статево-вікова піраміда \| Статево-вікова піраміда \| Статево-вікова піраміда \| \| ----------------------- \| ----------------------- \| ----------------------- \| \| Чоловіки \| Вік \| Жінки \| \| 108 \| 85 + \| 390 \| \| 169 \| 80-84 \| 381 \| \| 287 \| 75-79 \| 498 \| \| 329 \| 70-74 \| 542 \| \| 357 \| 65-69 \| 448 \| \| 380 \| 60-64 \| 475 \| \| 624 \| 55-59 \| 591 \| \| 578 \| 50-54 \| 700 \| \| 562 \| 45-49 \| 662 \| \| 585 \| 40-44 \| 649 \| \| 458 \| 35-39 \| 613 \| \| 654 \| 30-34 \| 625 \| \| 670 \| 25-29 \| 713 \| \| 730 \| 20-24 \| 783 \| \| 700 \| 15-20 \| 755 \| \| 516 \| 10-14 \| 535 \| \| 621 \| 5-9 \| 481 \| \| 618 \| 0-4 \| 584 \| |        |             |       |       |       |       |          |
| Статево-вікова піраміда |        |             |       |       |       |       |          |
| Чоловіки | Вік    | Жінки       |       |       |       |       |          |
| 108 | 85 +   | 390         |       |       |       |       |          |
| 169 | 80-84  | 381         |       |       |       |       |          |
| 287 | 75-79  | 498         |       |       |       |       |          |
| 329 | 70-74  | 542         |       |       |       |       |          |
| 357 | 65-69  | 448         |       |       |       |       |          |
| 380 | 60-64  | 475         |       |       |       |       |          |
| 624 | 55-59  | 591         |       |       |       |       |          |
| 578 | 50-54  | 700         |       |       |       |       |          |
| 562 | 45-49  | 662         |       |       |       |       |          |
| 585 | 40-44  | 649         |       |       |       |       |          |
| 458 | 35-39  | 613         |       |       |       |       |          |
| 654 | 30-34  | 625         |       |       |       |       |          |
| 670 | 25-29  | 713         |       |       |       |       |          |
| 730 | 20-24  | 783         |       |       |       |       |          |
| 700 | 15-20  | 755         |       |       |       |       |          |
| 516 | 10-14  | 535         |       |       |       |       |          |
| 621 | 5-9    | 481         |       |       |       |       |          |
| 618 | 0-4    | 584         |       |       |       |       |          |

## Економіка
2010 року серед 12 093 осіб працездатного віку (15—64 років) 8355 були активними, 3738 — неактивними (показник активності 69,1%, у 1999 році було 67,6%). З 8355 активних мешканців працювало 6860 осіб (3604 чоловіки та 3256 жінок), безробітними було 1495 (755 чоловіків та 740 жінок). Серед 3738 неактивних 1282 особи були учнями чи студентами, 1088 — пенсіонерами, 1368 були неактивними з інших причин.

У 2010 році в муніципалітеті числилось 8391 оподатковане домогосподарство, у яких проживали 17211,5 особи, медіана доходів виносила 16 039 євро на одного особоспоживача

## Уродженці
- Ерве Ревеллі (*1946) — французький футболіст, нападник, згодом — футбольний тренер.

## Відомі особистості
В місті народились:
- Джованні Венероні (1642—1708) — французький лінгвіст і граматик.
- Марк Медоуз (* 1959) — американський політик.
- Ніколь Айзенман (* 1965) — американська художниця.